# A Child's Stratagem
A Child's Stratagem è un cortometraggio muto del 1910 diretto da David W. Griffith. Nel cast, in piccoli ruoli, appaiono tutti e tre i fratelli Pickford, Mary, Lottie e Jack.

## Produzione
Prodotto dalla Biograph Company..

## Distribuzione
Distribuito dalla General Film Company, il film - un cortometraggio di una bobina - uscì nelle sale cinematografiche statunitensi il 5 dicembre 1910